# Gegenes
Gegenes  (лат.) — род дневных бабочек из семейства толстоголовок (Hesperiidae).

## Описание
Небольшие бабочки. Основной фон крыльев тёмно-коричневый, иногда почти чёрный с дымчатым оттенком. Самки ряда видов отличаются от самцов наличием беловатых пятнышек на передних крыльях.

## Ареал
Средиземноморье, Закавказье, Азербайджан, Армения, Дагестан, Северная Африка, а также Аравийский полуостров, Ирак, Турция, Средняя Азия, Афганистан, Пенджаб, Кашмир, Индия.

## Биология
Бабочки населяют луга с травостоем. За год развиваются два-три поколения. Бабочки летают быстро и низко. Самцы часто сидят на освещенных солнцем камнях и охраняют свою территорию от других самцов. Самки малозаметные и в утренние часы обычно сидят в высокой траве.

## Виды
- Gegenes hottentota (Latreille, 1824)
- Gegenes nostrodamus (Fabricius, 1793)
- Gegenes pumilio (Hoffmannsegg, 1804)
- Gegenes niso (Linnaeus, 1764)